# Takifugu ocellatus
Takifugu ocellatus е вид лъчеперка от семейство Tetraodontidae. Видът е почти застрашен от изчезване.

## Разпространение и местообитание
Разпространен е във Виетнам, Китай, Провинции в КНР, Тайван, Филипини, Южна Корея и Япония.
Обитава сладководни и полусолени басейни и морета.

## Описание
На дължина достигат до 15 cm.